# Horst Leukefeld
Horst Leukefeld (* 1939) ist ein Bildhauer und ehemaliger Stadtplaner in Hannover.

## Leben

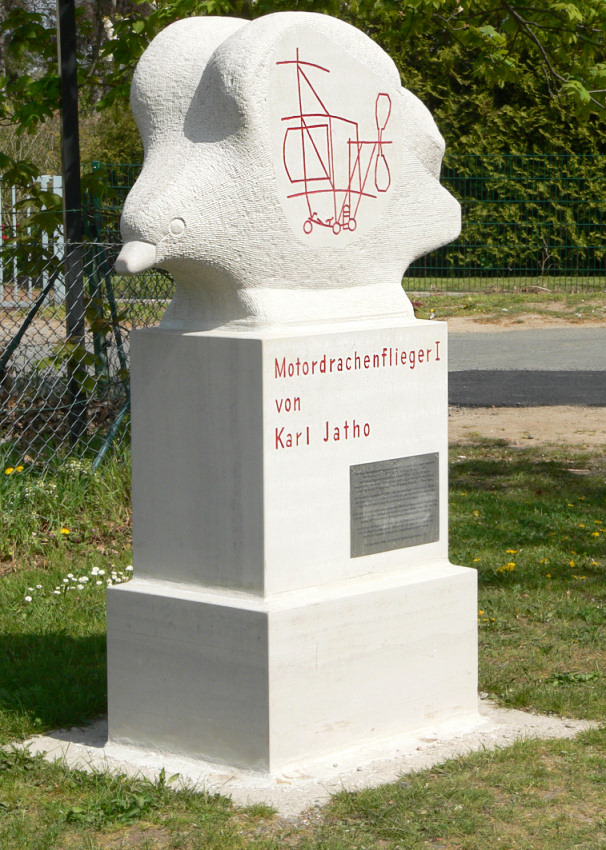
Denkmal für Karl Jatho am Alten Flughafen

Horst Leukefeld wurde im Jahr des Beginns des Zweiten Weltkrieges geboren und spielte als Kind mitunter am Toreingang zur Herrenhäuser Allee.

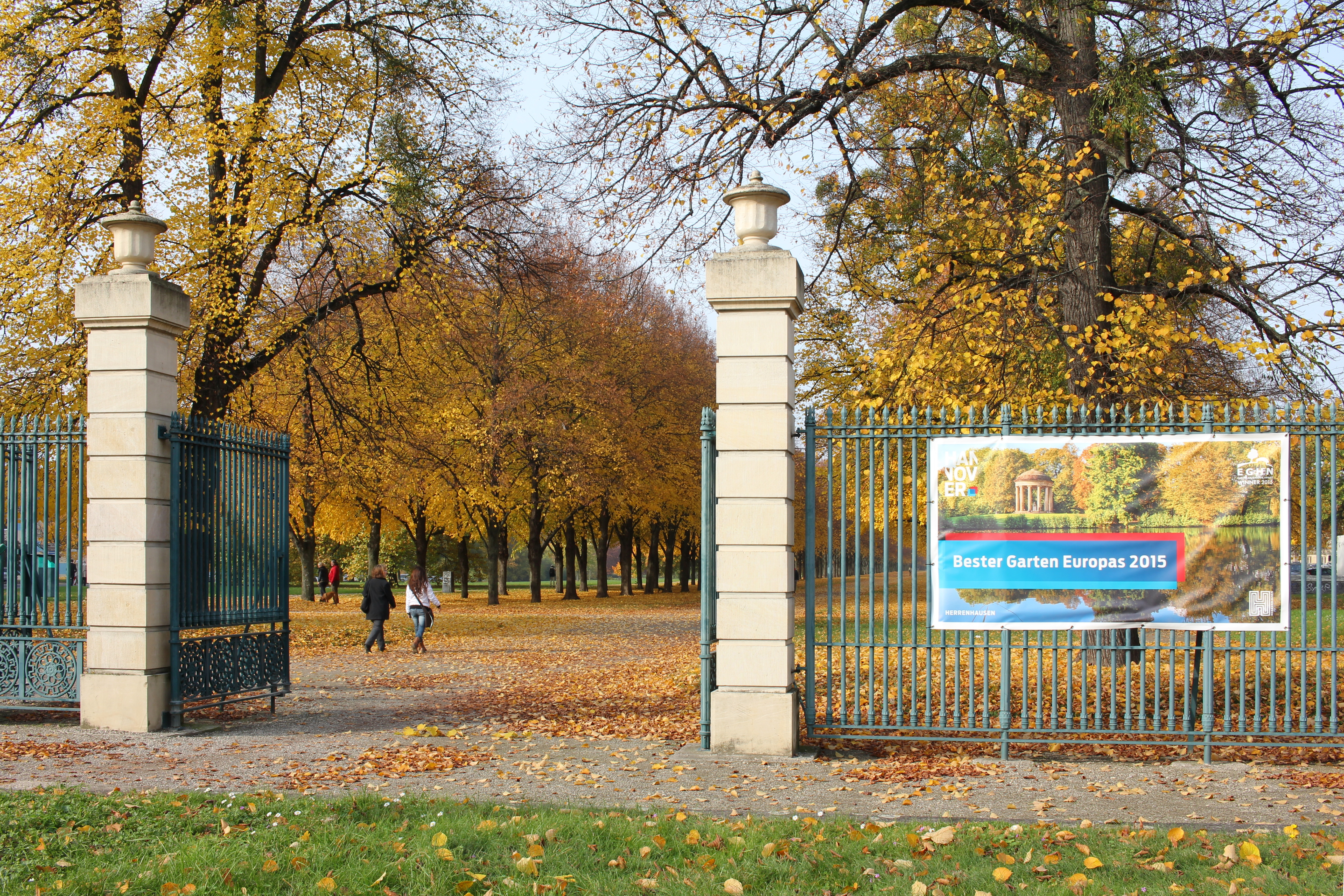
Die Toranlage vor der Herrenhäuser Allee, hier mit dem Banner „Bester Garten Europas“ und dem Bild des Leibniztempels im Georgengarten

Im Berufsleben arbeitete Leukefeld später viele Jahre als Stadtplaner in Hannover und kümmerte sich zuletzt zwölf Jahre unter anderem um die Verbesserung des Wohnumfeldes im hannoverschen Stadtteil Vahrenheide, wo er auch selbst wohnte. Bevor Leukefeld Ende Juli 1998 in den Ruhestand ging, regte er die Anlage einer Spiel- und Skulpturen-achse entlang der Fuß- und Radwegeverbindung zwischen der Weimarer Allee und der Dresdener Straße an. Ziel war unter anderem, den trennenden Eindruck der Unterführung der Stadtbahn durch turmartige Spielgeräte für Kinder beiderseits der Unterführung aufzulösen. Gemeinsam mit dem Lehrer und didaktischen Schulleiter Wolfgang Vogelsaenger von der IGS Vahrenheide und dem Künstler Arno Kindermann sollten zudem zusammen mit Schülern des Stadtteils Skulpturen geschaffen werden. Die Mitarbeit an dem Werkprojekt insbesondere von Schülern mit Lernschwierigkeiten stellte seinerzeit pädagogisches Neuland dar, sollten doch rasch sicht- und erlebbare Erfolge das Selbstvertrauen der Schüler stärken.
In seinem Ruhestand widmete sich Horst Leukefeld vermehrt der eigenen Bildhauerei und hat sich insbesondere mit seiner Kunst im öffentlichen Raum in der niedersächsischen Landeshauptstadt einen Namen gemacht.

## Werke (Auswahl)
- Vahrenwalder Markt: Skulpturen-Gruppe aus Sandstein und Granit[2]
- Vahrenwalder Straße: Handynachbildung aus Stein vor dem Sitz einer Firma, die solcherlei Geräte vertrieb[2]
- Am Jagdstall: Karl-Jatho-Gedenkstein, enthüllt am 8. Dezember 2006[2]
- Herrenhäuser Allee: Nach neunjähriger Vorarbeit Übergabe des wiederhergestellten Eingangstores am Königsworther Platz an die Öffentlichkeit[2]